# 摩西·冈伯格
摩西·冈伯格（1866年2月8日—1947年2月12日），出生乌克兰的猶太裔美国化学家，是自由基化学的奠基人，曾在美国密歇根大学担任化学教授。

## 生平
冈伯格出生于俄罗斯帝国伊丽莎白格勒（现乌克兰克羅皮夫尼茨基）。1884年，冈伯格一家为了逃避沙皇亚历山大二世遇刺后的大屠杀，移民到了芝加哥。冈伯格在芝加哥的时候半工读，一边在畜牧场工作，一边读高中。1886年，冈伯格考入密歇根大学，1890年获得理学士学位，在阿尔伯特·普雷斯科特的督导下1894年获得博士学位。他的论文《咖啡碱和它的一些衍生物》（Trimethylxanthine and Some of its Derivatives）延续了他的导师普雷斯科特的研究工作，当中论述了咖啡因的衍生化。1893年冈伯格在密歇根大学当上教师。
1896年至1897年间，冈伯格离开密歇根大学，在慕尼黑大学与阿道夫·冯·拜尔、约翰尼斯·提艾利和在海德堡大学与维克托·梅耶从事博士后研究，在这一年里，他成功制备了一直难以制备成功的四苯基甲烷。在尝试制备更为立体拥挤的六苯乙烷的过程中，冈伯格发现了三苯甲基自由基，成为人类首次发现可以稳定存在的自由基，因为这样他被认为是自由基化学的奠基人。这项研究工作后来由威廉·舒伦克跟进。冈伯格是沃纳·以马利·巴赫曼的导师，巴赫曼继续了冈伯格的研究工作，并一同发现Gomberg–Bachmann反应。
从德国回国后，冈伯格继续在密歇根大学任教，1927年他升任化学系主任，直至1936年退休。冈伯格曾担任1931年美国化学学会主席。冈伯格成年后一直和他的妹妹索菲娅在安阿伯市居住，两兄妹未曾结婚。

## 四苯基甲烷的合成
冈伯格是第一位成功合成四苯基甲烷的化学家。反应先通过三苯甲基溴甲烷与两当量的苯肼取代得到2－三苯甲基苯肼，而后进行自由基氧化反应得到1－苯基－2－三苯甲基二氮烯（偶氮化合物），最后通过加热进行自由基反应（偶氮部分成氮气离去形成三苯甲基和苯基自由基）得到四苯基甲烷。

## 持续自由基的发现
为了得到六苯乙烷(5)，冈伯格尝试用三苯基氯甲烷(1)进行武兹偶联反应，然而通过对白色晶体产物进行元素分析后发现实际结果与通过反应方程式计算出来的理论值不相同：
|               | (5) 的计算值 | 实际值 |
| ------------- | ------------ | ------ |
| 碳元素(C)比例 | 93.83%       | 87.93% |
| 氢元素(H)比例 | 6.17%        | 6.04%  |

于是冈伯格假设反应过程中 (1) 与氧分子合成过氧化物 (4)。并用过氧化钠和 (1) 反应生成了 (4) 证明了这一点。
为了排除氧气的影响，冈伯格在二氧化碳气体环境下，利用三苯基氯甲烷和锌反应得到自由基 (2)。这种物质能迅速与空气、氯气、溴气、碘反应，由于观察到这种容易与朝氧族和卤族元素反应的性质，结合其他的实验证据，比如六苯乙烷在空气中的不稳定，冈伯格断定他已发现第一例稳定存在的自由基和三价碳。这个论断曾持续多年引起争议，因为对 (2) 的分子质量进行测定发现是自由基质量的两倍。后来，冈伯格和巴赫曼发现六苯乙烷与镁反应得到格氏试剂，这个反应是人类第一次用碳氢化合物反应得到这样一个化合物。对其他三芳甲基化合物的研究得出的结果与冈伯格的结果相似，(2) 和二聚体六苯乙烷 (5) 被假定存在于化学平衡中，然而这种结构后来被证明是错误的，因为出现了醌式二聚体 (3)。
冈伯格在他的第一篇三价碳报告《论三价碳》（On Trivalent Carbon）的结尾写道：“此项研究工作将得到延续，我希望将这一领域留给自己研究”。19世纪的化学家都尊重这一句话，但冈伯格发现他所建立的这一个化学领域太大，以致不能单独一人去研究。

## 遗产
1947年冈伯格去世，他的遗产捐赠到密歇根大学化学系，用作创立学生奖学金。2000年，冈伯格论文《三苯甲基，一个三价碳例子》（Triphenylmethyl, a Case of Trivalent Carbon）发表一百周年，密歇根大学为了纪念冈伯格举办了一个研讨会，并且在化学楼内立了一块石匾，上面用大字体写着“国家化学史里程碑——有机自由基的发现（密歇根大学，1900年）”。
1993年，密歇根大学化学系开设了冈伯格系列讲座，为助理教授能邀请卓越的科学家到化学系提供机会。